# Volero Le Cannet 2019-2020
Questa voce raccoglie le informazioni riguardanti il Volero Le Cannet nelle competizioni ufficiali della stagione 2019-2020.

## Organigramma societario
Area direttiva
- Presidente: Jelena Lozančić
- General manager: Gil Ferrer Cutino

Area tecnica
- Allenatore: Lorenzo Micelli
- Allenatore in seconda: Kristian Knudsen

## Rosa
| N° | Nome                 | Ruolo | Data di nascita   | Nazionalità sportiva |
| -- | -------------------- | ----- | ----------------- | -------------------- |
| 1  | Bojana Marković      | S     | 20 giugno 1990    | Serbia               |
| 2  | Florencia Aguirre    | C     | 14 maggio 1989    | Uruguay              |
| 3  | Michaela Abrhámová   | C     | 31 agosto 1993    | Slovacchia           |
| 4  | Eva Janeva           | S     | 31 luglio 1985    | Bulgaria             |
| 5  | Oleksandra Bycenko   | S     | 23 novembre 1995  | Ucraina              |
| 6  | Déborah Ortschitt    | L     | 10 giugno 1987    | Francia              |
| 7  | Olena Charčenko      | C     | 25 novembre 1995  | Azerbaigian          |
| 8  | Petja Barakova       | P     | 18 giugno 1994    | Bulgaria             |
| 9  | Liset Herrera        | C     | 6 dicembre 1998   | Cuba                 |
| 10 | Anastasija Kornienko | P     | 9 settembre 1992  | Russia               |
| 11 | Katarina Jović       | S     | 1º ottobre 1999   | Serbia               |
| 14 | Anna Lazareva        | O     | 31 gennaio 1997   | Russia               |
| 15 | Joyce Agbolossou     | S     | 15 gennaio 2002   | Germania             |
| 16 | Amandine Giardino    | L     | 30 marzo 1995     | Francia              |
| 17 | Solène Falcon        | P     | 31 marzo 1999     | Francia              |
| 18 | Dalila Palma         | O     | 18 novembre 1999  | Cuba                 |
| 19 | Lilouann Bechec      | L     | 18 settembre 2003 | Francia              |
| 20 | Lili Laborde         | L     | 12 giugno 2001    | Francia              |

## Risultati

### Coppa di Francia

#### Fase a eliminazione diretta
| Ottavi di finale - 29 ottobre 2019 Complexe Sportif Roger Breton, Sens | Sens                 | 0 - 3 | Volero Le Cannet | 17-25, 16-25, 14-25 |
| Quarti di finale - 12 novembre 2019 Gymnase Geo André, Parigi          | Saint-Cloud Paris SF | 0 - 3 | Volero Le Cannet | 15-25, 12-25, 22-25 |
| Semifinali - 16 maggio 2020 Palais des Victoires, Cannes               | Volero Le Cannet     | -     | RC Cannes        | annullata           |

### Coppa CEV

#### Fase a eliminazione diretta
| Sedicesimi di finale (andata) -                                                    | Volero Le Cannet | -     | CSM Bucarest     | non disputata              |
| Sedicesimi di finale (ritorno) -                                                   | CSM Bucarest     | -     | Volero Le Cannet | non disputata              |
| Ottavi di finale (andata) - 22 gennaio 2020 Gymnase Maillan, Le Cannet             | Volero Le Cannet | 3 - 0 | Düdingen         | 25-18, 25-19, 25-16        |
| Ottavi di finale (ritorno) - 5 febbraio 2020 Salle Omnisport St. Léonard, Friburgo | Düdingen         | 0 - 3 | Volero Le Cannet | 15-25, 23-25, 20-25        |
| Quarti di finale (andata) - 20 febbraio 2020 Palazzetto dello Sport Uruchje, Minsk | Minčanka         | 1 - 3 | Volero Le Cannet | 22-25, 15-25, 25-20, 16-25 |
| Quarti di finale (ritorno) - 4 marzo 2020 Gymnase Maillan, Le Cannet               | Volero Le Cannet | 3 - 0 | Minčanka         | 25-13, 25-18, 33-31        |
| Semifinali (andata)                                                                | -                | -     | -                | annullata                  |
| Semifinali (ritorno)                                                               | -                | -     | -                | annullata                  |